# Орла Брейді
Орла Брейді англ. Orla Brady (28 березня 1961 , Дублін ) — ірландська актриса театру, телебачення та кіно, яка народилася в Дубліні. Номінована на кілька нагород Ірландської академії кіно і телебачення за роботу в телевізійних програмах, а також за головну роль у спільному виробництві RTÉ / BBC A Love Divided, де вона зіграла Шейлу Клоні, за що отримала Золоту Німфу 1999 року. Премія за найкращу жіночу роль. Розпочала свою кар'єру з Balloonatics Theatre Company як гастрольна виконавиця, пізніше отримала свою першу другорядну роль на телебаченні, де зіграла банківського службовця в серіалі «Міндер» у 1993 році. Перша роль у кіно — Ванесси у фільмі «Слова на вікні» в 1994 році. Брейді знялася у постійних ролях у ряді серіалів США та Великої Британії, а також у спеціальному фільмі «Доктор Хто». У 2020 році під номером 43 увійшла до списку найкращих акторів Ірландії The Irish Times.

## Раннє життя
Брейді народилася 1961 року в Дубліні, другим із чотирьох дітей Патріка та його дружини Кетрін (Кітті). Родина проживала в Бреї, графство Віклов в Ірландії, від народження до 7-річного віку Орли. Навчалася в монастирі Лорето у Віклові та монастирі урсулинок у Дубліні.
У 25-річному віці Орла Брейді переїхала до Парижа, де навчалася в L'École Philippe Gaulier, забезпечивши собі місце в Міжнародній школі мімодраму Марселя Марсо.

## Кар'єра
Брейді почала свою кар'єру з Balloonatics Theatre Company, гастролюючи з постановками «Гамлет» та «Поминки Фіннегана». Потім вона повернулася до Дубліна, щоб виступити в театрі «Гейт», де зіграла Адель у «Домі Бернарди Альби» та Наташу у «Трьох сестрах». Після переїзду до Лондона вона зіграла Кейт у фільмі Брайана Фріла «Філадельфія, Ось я й прийшов!», який пізніше перемістився з King's Head Theatre до Вест-Енда.
Першою професійною роботою Брейді в Англії стала «Засліплена сонцем» Стівена Полякоффа в Королівському національному театрі, і з тих пір вона здійснила кар'єру, граючи в театрі, на телебаченні та в кіно Ірландії та Великої Британії. Серед них — спільне виробництво RTÉ та BBC «Розділене кохання», де вона зіграла Шейлу Клоні, за яку в 1999 році отримала нагороду «Золота німфа» за найкращу жіночу роль на телевізійному фестивалі в Монте-Карло .
Орла Брейді також зіграла одну з чотирьох головних героїнь у драматичному серіалі BBC «Коханки» — Шивон Діллон, адвоката, яка намагалася підтримувати свої стосунки з чоловіком Гарі, водночас мала роман зі своїм колегою Домініком, від якого вона пізніше народила дитину. Крім того, вона знялася в «Доказі» RTÉ і зіграла ролі в таких фільмах, як «Слова на вікні» (1994), «Захист Лужина» (2000), «Як щодо тебе» (2007) та «32А» (2007).
Після переїзду до Каліфорнії в 2001 році Брейді також з'явилася у фільмі «Сімейне право», де зіграла Нейз О'Ніл. Серіал йшов три роки на CBS. Вона також знялася в американській драмі про пластичних хірургів Частини тіла, в якій зіграла лікарку Джордан. Пізніше зіграла в «Акулі» роль Клер Старк, колишньої дружини персонажа Джеймса Вудса. У 2008 році Орла з'явилася в Firewall, другому епізоді серіалу BBC Wallander. Вона також зіграла роль Мередіт Гейтс, колекціонерки мистецтва, яка сама була обдурена в першій серії британського серіалу Hustle.
Починаючи з 2009 року, Брейді зіграла Елізабет Бішоп, дружину Волтера Бішопа і матір Пітера Бішопа в телесеріалі Fox Межа . У 2010 році вона з'явилася в телесеріалі The Deep разом з Джеймсом Несбіттом, де вона зіграла Кетрін. Вона також знялася в серіалі «Завдати удару у відповідь» у ролі Кеті Дартмут.
У 2012 році вона з'явилася в серіалі ITV « Вічний закон» у ролі місіс Шерінгем, ангела, який закохався в людину і став смертним. Вона також зіграла Тарин у серіалі Sky One «Сіндбад». Наприкінці 2013 року вона з'явилася в ролі графині Віри Россаков у телевізійній адаптації «Подвигів Геракла», частини останньої серії «Пуаро» Агати Крісті разом із Девідом Суше.
25 грудня 2013 року Брейді знялася в різдвяному спеціальному епізоді «Час лікаря» науково-фантастичного серіалу BBC «Доктор Хто» у ролі персонажа Таші Лем. У 2014 році вона знялася у фільмі «Вигнаний», зігравши Енн Мередіт.
З 2017 по 2019 роки Орла Брейді грала головну роль у драматичному серіалі AMC про бойові мистецтва У пустелі смерті у ролі Лідії. У 2019 році Брейді зіграла лікарку Хопплу в «Американська історія жахів: 1984», дев'ятому сезоні телесеріалу- антології FX «Американська історія жахів».
У 2020 році вона мала повторювану роль Ларіс, ромуланської економки Жана-Люка Пікара, у першому сезоні науково-фантастичного серіалу «Зоряний шлях: Пікар». У другому сезоні серіалу вона приєднується до основного акторського складу в ролі Таллінн, «Керівника» (а-ля Гарі Сім, у «Зоряному шляху: Оригінальний серіал») у сюжетній лінії 2024 року, а також ненадовго з'являється як Ларіс у сюжетній лінії 25-го століття.

### Фотомодель
Наприкінці 1980-х років Брейді знімалася для серії фотографічних досліджень фігур, які були опубліковані в The Illustrator's Figure Reference Manual (1987). Образ Бреді, який позує у власній сукні, використав художник Джек Веттріано як головну тему «Співаючого дворецького».

## Особисте життя
У 2001 році Брейді переїхала до Лос-Анджелеса, де познайомилася з англійським фотографом Ніком Брандтом, за якого вийшла заміж у грудні 2002 року на пагорбах Чюлу в Кенії . Вона також має квартиру в Дубліні . В інтерв'ю вона зізналася, що спочатку покинула Ірландію, оскільки вважала її депресивним місцем з малими можливостями. Референдуми щодо рівноправності шлюбів у 2015 році та референдуми щодо абортів у 2018 році, а також ірландська індустрія, що розширюється, змінили її думку, змусивши її зрозуміти: «О, це інша Ірландія, і вона мене приймає».
Брейді — атеїстка .

## Фільмографія

### Фільми
| Рік      | Назва               | Роль              | Примітки         |
| -------- | ------------------- | ----------------- | ---------------- |
| 1994 рік | Слова на вікні      | Ванесса           |                  |
| 1999 рік | A Love Divided      | Шейла Келлі Клоні |                  |
| 2000 рік | The Luzhin Defence  | тітка Анна        |                  |
| 2001 рік | Тиха благодать      | Ейлін             |                  |
| 2002 рік | Затуманений         | Енн               |                  |
| 2006 рік | Минулої ночі        | Люсі              | короткометражний |
| 2007 рік | 32А                 | Джин Бреннан      |                  |
| 2007 рік | Як щодо тебе        | Кейт Харріс       |                  |
| 2013 рік | Пісня Вейленда      | Благодать         |                  |
| 2015 рік | The Price of Desire | Ейлін Грей        |                  |
| 2017 рік | Іноземець           | Мері Хеннесі      |                  |
| 2019 рік | Дівчина з Могадішо  | Емер Костелло     |                  |
| 2019 рік | Роуз грає Джулі     | Елен              |                  |
| 2019 рік | Інший Я             | Марина            |                  |

### Телесеріали
| Рік            | Назва                               | Роль                        | Примітки                              |
| -------------- | ----------------------------------- | --------------------------- | ------------------------------------- |
| 1993           | Доглядач                            | Касирка банку               | Епізод: «Можливість стукає та синці»  |
| 1994           | Рахунок                             | Емі                         | Епізод: «Для любителя немає роботи»   |
| 1994           | Абсолютно чудово Медсестра Мері     | Епізод: «Лікарня»           |                                       |
| 1994           | Дружина ректора                     | Сестра Жозефіна             | Епізод: «1.2»                         |
| 1995           | Dangerfield                         | Діана Фостер                | 2 епізоди                             |
| 1995           | Нові голоси                         | Рубін                       | Епізод: «Скарб Завімбі»               |
| 1995           | Постраждалий                        | Венді                       | Епізод: «За межами Булавайо»          |
| 1995–1996      | Несподівано                         | D.S. Ребекка «Бекі» Беннетт | 12 епізодів                           |
| 1996           | Пиріг у небі                        | Кіт Келлі де Горіс          | Епізод: «Ірландське рагу»             |
| 1996           | Вікарій Діблі                       | Aoife                       | Епізод: «Інцидент з різдвяним обідом» |
| 1997           | Кардіохірург                        | Марселла Дагган             | Телевізійний фільм                    |
| 1997           | «Ноїв ковчег»                       | Клер Сомерс                 | 9 епізодів                            |
| 1998           | Грозовий перевал                    | Кеті                        | Телевізійний фільм                    |
| 1999           | Чисте зло                           | Дженні Медоуз               | 4 епізоди                             |
| 1999           | Магічна легенда про лепреконів      | Кетлін Фіцпатрик            | Телевізійний фільм                    |
| 2000–2002      | Сімейне право                       | Наойз О'Ніл                 | 43 епізоди                            |
| 2003           | Слуги                               | Флора Райан                 | 6 епізодів                            |
| 2003           | Заборгованість                      | Анджела Янсен               | Телевізійний фільм                    |
| 2003           | Кріс Райан завдає удару у відповідь | Кеті Дартмут                | 2 епізоди                             |
| 2004           | Hustle                              | Мередіт Гейтс               | Епізод: «Ідеальна картина»            |
| 2004           | Частини тіла                        | Д-р Моніка Джордан          | Епізод: «Християнська Троя»           |
| 2004           | Беззаконний                         | Ліз Берд                    | Телевізійний фільм                    |
| 2004–2005 рр   | Доказ                               | Морін Боланд                | 8 епізодів                            |
| 2005           | Одкровення                          | Нора Веббер                 | 6 епізодів                            |
| 2005           | Імперія                             | Атія Бальба Секунда         | 2 епізоди                             |
| 2005           | Світ біди                           | Джоан Денні                 | Телевізійний фільм                    |
| 2006           | «Шістдесятихвилинна людина»         | Кейт Хендерсон              | телевізійний фільм                    |
| 2006           | Джессі Стоун: Смерть у раю          | Лілі Саммерс                | Телевізійний фільм                    |
| 2007           | Захистити та обслуговувати          | лікар Лорна Еррера          | Телевізійний фільм                    |
| 2007–2008 рр   | Акула                               | Клер Старк                  | 4 епізоди                             |
| 2008           | Валландер                           | Елла Ліндфельдт             | Епізод: «Брандмауер»                  |
| 2008–2010      | Коханки                             | Шивон Діллон                | 16 епізодів                           |
| 2010           | The Deep                            | Кетрін Доннеллі             | 5 епізодів                            |
| 2010–2012      | Межа                                | Елізабет Бішоп              | 5 епізодів                            |
| 2012           | Сіндбад                             | Тарин                       | 9 епізодів                            |
| 2012           | Вічний закон                        | пані Шерінгем               | 6 епізодів                            |
| 2013           | Джо                                 | Беатріс Дормонт             | 8 епізодів                            |
| 2013           | Пуаро Агати Крісті                  | Графиня Россакова           | Епізод: «Подвиги Геракла»             |
| 2013           | Доктор Хто                          | Таша Лем                    | Епізод: «Час лікаря»                  |
| 2015           | Вигнаний                            | Енн Мередіт                 | 7 епізодів                            |
| 2015           | Американська Одіссея                | Софія Цалдарі               | 9 епізодів                            |
| 2015–2019 роки | У пустелі смерті                    | Лідія                       | 25 епізодів                           |
| 2018           | Застава                             | Фібі Дайсон                 | 3 епізоди                             |
| 2019           | Американська історія жаху: 1984     | Д-р Карен Хоппл             | 4 епізоди                             |
| 2020–2022      | Зоряний шлях: Пікар                 | Ларис                       | 4 епізоди                             |
| 2020–2022      | Зоряний шлях: Пікар                 | Таллінн                     | 6 епізодів                            |
| 2020           | Південно-Західні країни             | Кейт Райан                  | 6 епізодів                            |
| 2022           | Смерть у раю                        | Меггі Харпер                | Епізод: «#11.8»                       |